# Мосеев, Иван Иванович
Иван Иванович Мосеев (род. 14 декабря 1965, Архангельск) — архангельский журналист, этнограф, автор статей об истории, культуре, экономике и экологии Поморья, автор краткого словаря поморского говора «Поморьска говоря», исследователь поморского арктического мореплавания, рыбных и зверобойных промыслов; в 2011—2013 годах — директор Научно-образовательного центра «Поморский институт коренных и малочисленных народов» САФУ, руководитель народного движения за культурные и экономические права поморов.

## Биография
Родился 14 декабря 1965 года в городе Архангельск, в семье коренных поморов. В школьные годы увлёкся изучением поморской истории и традиционной культуры, занимался сбором поморской лексики и фольклора. Большое влияние на формирование личности И. И. Мосеева оказала его бабушка Лемехова (Шехурина) Иулиания Максимовна, родом из древнего поморского старообрядческого поселения Кулой (Пинежский р-н Архангельской области). Именно она привила ему любовь к родному поморскому слову и культурному наследию Поморья.
Движение «Поморское возрождение» И. И. Мосеев создал ещё в студенческие годы, учась в Архангельском государственном медицинском институте. В 1991 году окончил Архангельский государственный медицинский институт (АГМИ). В 1991-1995 годах работал главным врачом участковой больницы в посёлке Емца Плесецкого р-на Архангельской обл. Публиковался в архангельской прессе. Работал редактором отдела информации газеты «Гандвик ТВ», главным редактором «Новой архангельской газеты», заместителем главного редактора «АТК-Медиа». С 2000 по 2003 гг. — собственный корреспондент по Северо-Западу в газете «Деловой Петербург». С 2001 по 2009 гг. — главный редактор еженедельника «Бизнес-класс: Архангельск». Постоянный автор журнала «Созвездие Review», специализирующегося на освещении проблем нефтегазовой отрасли, эксперт по офшорной добыче нефти и газа в Арктике.
С 1991 по 2013 годы возглавлял Совет Национального культурного центра (СНКЦ) «Поморское возрождение», за это время провёл 3 межрегиональных съезда поморского народа, на которых впервые были ясно сформулированы и озвучены требования коренного поморского населения РФ. В середине 1990-х годов Мосеев возглавлял Архангельское областное отделение партии «Яблоко». Однако спустя 3 года разочаровался в российской политике, в связи с чем отказался от дальнейшего руководства региональным «Яблоком», занявшись исключительно научной и общественной деятельностью. В 2010 году единогласно избран президентом некоммерческого партнерства «Ассоциация поморов Архангельской области». В июле 2011 года был назначен директором научно-образовательного центра «Поморский институт коренных и малочисленных народов Севера» при Северном (Арктическом) федеральном университете имени М. В. Ломоносова (САФУ). Кандидатура И. И. Мосеева на должность директора Поморского института коренных и малочисленных народов Севера САФУ была предложена ректором САФУ Кудряшовой Еленой Владимировной с учётом его многолетнего практического опыта в области актуализации поморской культуры. После рассмотрения Научно-техническим советом САФУ, кандидатура И. И. Мосеева была одобрена Ученым советом Северного (Арктического) федерального университета, утвердившим подготовленное И. И. Мосеевым положение о НОЦ «Поморский институт КМНС».
В начале сентября 2013 года по требованию прокуратуры Мосеев был уволен с занимаемой должности в САФУ и с должности директора Поморского института коренных малочисленных народов Севера, а также, по представлению Минюста, был исключён из всех российских общественных организаций, в которых состоял. После снятия судимости в 2013 году подвергается неправовому преследованию РУФСБ. Ранее, по представлению РУФСБ по Архангельской области он был ещё до суда внесён в закрытый список террористов и экстремистов Росфинмониторинга, в связи с чем был заблокирован его единственный зарплатный счёт в Сбербанке, а другие российские банки с 2012 по 2014 годы отказывали ему в открытии счетов. Поэтому И. И. Мосеев был вынужден воспользоваться материальной помощью своих друзей и сторонников, так как не имел права даже выплатить со своего счета наложенный на него штраф в 100 тысяч рублей. После закрытия НОЦ, И. И. Мосеев был назначен на должность заместителя руководителя Арктического центра стратегических исследований САФУ, открытого в начале июня 2013 года. В 2014 году из реестра Росфинмониторинга Моисеев был исключён. Однако, в связи с усилившимся давлением на ректорат вуза, не прекращавшимися провокациями в адрес руководства САФУ и уголовным преследованием ректора Е. В. Кудряшовой, в 2015 году И. И. Мосеев был вынужден уволиться из САФУ. Позже все обвинения против ректора САФУ были сняты, однако возобновить научную деятельность И. И. Мосееву не позволила прокуратура, в связи с тем, что он был ранее осуждён по экстремистской статье.

## Осуждение
В 2013 году Мосеев был осуждён Октябрьским районным судом города Архангельска по статье 282 часть 1 УК РФ («Действия, направленные на унижение достоинства группы лиц по признакам национальности и происхождения, совершенные публично, с использованием средств массовой информации»), за возбуждение национальной ненависти к этнической группе «русские». Поводом для возбуждения уголовного дела послужила фраза, высказанная, по мнению следствия, под ником "Поморы" в гостевой книге сайта ИА "Эхо Севера": "Что ты с нами сделаешь? Вас миллионы быдла, нас 2 тысячи людей". Фраза признаная "экстремистской" не содержала упоминания этнической группы русских или какой либо из этнических групп, отвечала на предыдущий призыв одного из участников дискуссии поставить поморов "к стенке". Однако вместо того, чтобы привлечь к ответственности оппонента И.И, Мосеева, следствие сочло виновным его. По мнению правозащитников организации «Агора», избирательность правосудия свидетельствует о заказном характере возбуждения уголовного дела против И. И. Мосеева. Свою вину Мосеев не признал, в ходе суда заявил ходатайства о проведении независимых лингвистической, технической судебных экспертиз, просил суд проверить достоверность его показаний на «детекторе лжи», указывал на то, в его компьютере экспертизой не было найдено никаких признаков материалов экстремистского характера, но получил немотивированный отказ. Фактически был осуждён исключительно за одну фразу, которая по заключению двух независимых лингвистических экспертиз, не несла в себе признаков экстремизма. Адвокатами межрегиональной Ассоциации правозащитных организаций «Агора» были поданы апелляции в вышестоящие судебные инстанции с целью отмены приговора в отношении Ивана Мосеева. Однако апелляции в Областной и Верховный суды остались без удовлетворения. В 2013 году, по сообщению пресс-службы «АГОРы», адвокатом этой организации Гайнутдиновым Дамиром Равилевичем была подана апелляция на приговор российского суда против Мосеева И. И. в Европейский суд по правам человека (ЕСПЧ).
1 марта 2022 года Европейский суд по правам человека (ЕСПЧ) вынес постановление по жалобе Ивана Мосеева. Согласно решению ЕСПЧ, Россия нарушила ст. 10 Европейской конвенции по правам человека, которая защищает свободу выражения мнения, и должна выплатить заявителю 7500 евро в качестве компенсации морального вреда и 1300 евро материального ущерба.https://www.sova-center.ru/misuse/news/counteraction/2022/03/d45868/
«Поморский институт КМНС»
Цель деятельности НОЦ «Поморский институт КМНС» в положении была определена как: «осуществление междисциплинарных фундаментальных и прикладных научных исследований, разработка инновационных проектов в сфере этнологии и антропологии коренных малочисленных народов Севера, а также коренных этнических общностей и этнографических групп старожильческого населения Российского Севера, ведущих традиционный образ жизни». Помимо признанных малочисленных народов, «Поморский институт» поставил задачу изучать коренные этнические общности Европейского Севера, не обладающие правовым статусом коренных малочисленных народов Севера. Иван Мосеев в связи с организацией «Поморского института» заявил следующее:

«До сего момента комплексного изучения поморов никто не вёл. Одни изучали традиции поморов, другие рассматривали уклад жизни, третьи изучали искусство поморов, ремесла, четвёртые — историю. Но никто не вёл комплексных исследований, которые обобщили бы всю имеющуюся информацию. Мы свою задачу видим именно в этом». Комплексное исследование этнокультурной идентичности, правового статуса самобытной коренной этнической общности поморов будет проводиться с целью актуализации культурного наследия, сохранения и развития традиционного образа жизни, территорий традиционного природопользования, традиционных промыслов.
В будущем сферу деятельности НОЦ «Поморский институт КМНС» САФУ планировалось расширить за счёт Ненецкого автономного округа. Планировалось сотрудничество в развитии оленеводства, подготовки специалистов в области социологии, изучения ненецкого языка, археологические исследования, картирование сакральных мест, этнотуризм. Не осталась без внимания тема прав коренных малочисленных народов, к разработке которой планировалось подключение представителей Университета Тро́мсё (Норвегия).

## Изучение поморской культуры
Одной из сфер интересов Ивана Мосеева является изучение исчезающего «живого поморского языка» (т. н. «помо́рьской гово́ри») — диалекта русского языка), по данным Мосеева, всё ещё употребляемого некоторыми жителями Архангельской, Мурманской, Вологодской, Кировской областей, Республики Карелия и Ненецкого автономного округа. Результатом его работы в этом направлении стало издание в 2005 году краткого словаря «поморского языка», представляющего собой не только труд по лексикологии, но и сборник материалов по фольклору поморов Как сказано в предисловии к словарю: «На международном конкурсе культурных проектов компании Ford Motor Company 2005 года, в котором приняли участие более 600 человек из 60 регионов мира, этот поморский проект был удостоен Первой премии». Позже противниками поморского возрождения этот факт использовался как свидетельство финансирования поморов из-за рубежа. Однако, на самом деле, указанной премии словарь был удостоен спустя год после его первого издания, осуществленного на личные сбережения Мосеева И.И.
В 2010 году в сотрудничестве с Ассоциацией поморов города Вардё (Норвегия) в рамках развития норвежско-поморских культурно-исторических связей городов побратимов Архангельска и Вардё был опубликован сборник Тура Робертсена и Ивана Мосеева «Поморьски скаски», вышедшие в подарочном издании с параллельным текстом на русском, норвежском и «поморском» языках. По сообщению известного общественного и политического деятеля Норвегии Торвальда Столтенберга, норвежская сторона стала распространять эту книгу среди школьников в Норвегии. Подготовка 2-го издания «Поморьских скасок» в Норвегии была остановлена после обвинения Мосеева в государственной измене в пользу Норвегии и инициированным ФСБ России судебном преследовании по обвинению в экстремизме.

### Участие в движении за национальные права поморов

Проект флага Архангельской области от движения «Поморское возрождение»

Вместе с инициативной группой поморского движения Мосеев активно добивался признания поморов в статусе коренного малочисленного народа Севера (КМНС), а также обеспечения мер для беспрепятственного ведения традиционных поморских промыслов (оленеводства и запрещённого в 2007 году промысла гренландского тюленя (серки)). До того как Министерство по Делам Федерации и Национальностей было преобразовано в 2004 году в Министерство Регионального Развития, такое признание и соответствующие права получили, например, камчадалы, другой русский субэтнос. Поморы же так и не имеют статуса коренного малочисленного народа Севера.
Позиция И. И. Мосеева в вопросе, является ли движение поморского национального возрождения частью общерусского или общероссийского национального возрожденческого проекта, определяется им следующим образом:

Поморы это часть русского (российского) народа. Однако оговорюсь, что вопрос в данной формулировке абсолютно не корректен в цивилизованном современном мире. Независимо от того, положительно или отрицательно отвечают поморы на подобные вопросы, их ответы ровным счётом ничего не значат, так как в России не решена проблема русской этнической идентичности. Она усугубляется тем, что ни российские элиты, ни власти, ни учёные, ни общество не способны ответить в единой ключе на вопрос, что такое русский народ? Одним и тем же термином «русские» разные группы учёных, политиков и населения обозначают разные, нередко противоположные понятия. Непонятно, русские — это синоним многонациональной гражданской нации, то есть русские и россияне одно и то же? Или русские это — «цементирующее звено государства», идеологическая основа, а на самом деле гражданское население, которое считает себя национальностью (в российском контексте под национальностью понимается этническая принадлежность, тогда как в международном праве — это синоним гражданства), но правами национальности-де-юре и-де-факто оно не обладает? Или это всё же национальность, но тогда почему у неё нет национального территориально-государственного образования (республики, автономии, области), как у других национальностей в РФ? Или русские неделимая моноэтничная национальность, и в ней не может быть никаких этнографических групп, коренных этносов и народностей? Без ответа на эти вопросы бессмысленно требовать от поморов ответа, считают ли они себя частью русского народа.— И. И. Мосеев

### Культурные проекты Ивана Мосеева
Иван Мосеев — автор стратегического проекта комплексного продвижения аттрактивных территорий Архангельской области «Поморье — зонтичный бренд Архангельской области» и нескольких других культурных проектов. Среди них — проект ежегодного осеннего праздника «Поморский новый год», Маргаритинская ярмарка, «Поморский фестиваль народной кухни»; создание международного клуба поморов «Поморское Братство»; организация и проведение всероссийских съездов поморов.
Враги[уточнить] Мосеева активно распространяли неподтверждённые сведения о том, что якобы большинство культурных проектов И. И. Мосеева финансировалось из средств предоставленных университетом города Тромсё и Норвежским Баренц-Секретариатом, открывшим своё отделение в Архангельске. ФСБ, проведя тщательную проверку этой информации, не выявила фактов финансирования проектов Ивана Мосеева. Норвежский Баренц-Секретариат от имени Норвежского министерства иностранных дел финансирует двусторонние норвежско-российские проекты сотрудничества в регионе Баренцева моря. На сайте организации указывается, что: «С начала создания грантовой программы в 1993 году Секретариат выделил тысячи грантов…». В июле 2010 года Ассоциация поморов Архангельской области по инициативе И. И. Мосеева приняла бывшего министра иностранных дел Норвегии Торвальда Столтенберга в почетные поморы. «Мы, архангельские поморы, называем Торвальда Столтенберга „Баренц-папой“ за его отеческую заботу о культуре нашего российского Поморья, за активную позицию в деле развития человеческих, дружеских отношений в Баренцевом регионе», — заявил Иван Мосеев.
В феврале 2011 года И. И. Мосеев от имени Ассоциации поморов Архангельской области (г. Архангельск) подписал так называемое Поморское соглашение, международный общественный договор о сотрудничестве между приграничными областями России и Норвегии. Подписи под договором помимо Мосеева поставили: президент Ассоциации поморов Норвегии (г. Вардё) Тур Робертсен, ректор Северного (Арктического) федерального университета (САФУ) Елена Кудряшова, директор крупнейшего в Северной Норвегии музейного объединения «Варангер-музей» Реми Странд, директор архангельского музея деревянного зодчества «Малые Корелы» Сергей Рубцов и председатель Архангельского областного отделения Всероссийского общества охраны памятников истории и культуры (ВООПИиК) Олег Пычин. В настоящее время в Северной Норвегии реализуются поморские проекты и создан Поморский музей в городе Вардё.

### Критика
Противники Ивана Мосеева обвиняют его в формировании сепаратистского движения на севере России. Летом 1991 года неназванные представители национального культурного центра «Поморское возрождение», во главе которого стоял Иван Мосеев, выступили с заявлением в прессе:

Движение «Поморское возрождение» направлено на ликвидацию колониальной зависимости Архангельской области от центра… Разрушить «тюрьму народов» — значит освободить от диктата Центра не только народы России, но и сам русский народ. Для нас, северян, это имеет особо важное значение, потому что наши нищета и бесправие возникли в результате превращения вольного Севера, Поморья, в сырьевую колонию, «валютный цех страны». Русский Север, который никогда не знал крепостной зависимости, впервые познал её при советской власти… на территории области сконцентрированы огромные запасы полезных ископаемых: алмазы, бокситы, нефть, газ и т. д. Если бы эти богатства принадлежали северянам, то уже через 5-6 лет каждый северянин мог бы иметь собственное жильё, хорошую одежду, доброкачественную пищу, медикаменты… коренные северяне, поморы, были самостоятельной субэтнической группой.
Говоря о необходимости предоставлению Архангельской области особого регионального статуса, ещё в советскую эпоху Мосеев выступал за создание Поморской Республики в рамках РСФСР. Так, в статье 1991 года, озаглавленной «Мы — за Поморскую республику», он заявил: 

Историческая судьба поставила архангельских поморов на грань вымирания. Что делать? Нищета и бесправие северян, в сущности, вполне преодолимы. Другое дело, если не искать выхода, а только уповать на милость правительства. Тогда наша область таки останется колониальной, а дети наши и внуки, и правнуки по-прежнему будут рабами… Сегодня всемирная организация ЮНЕСКО разрабатывает план создания объединённых штатов Европы на основе существующих европейских государств. У Архангельской области есть реальная возможность в будущем стать одним из таких штатов. Но для этого нам нужно стать самостоятельным, культурным регионом, свободным от статуса колонии. Наша область… сама должна стать суверенной республикой в составе РСФСР..
Непримиримым критиком Ивана Мосеева и поморского национального движения в 2011—2015 гг был журналист информационного агентства «ИА REGNUM», гражданин Венгрии, кандидат исторических наук Дмитрий Леонидович Семушин.
В своих научных работах и многочисленных выступлениях в прессе Дмитрий Семушин утверждал, что в настоящее время происходит размывание геополитической идентичности северных областей России как «Русского Севера». По мнению Семушина, происходит формирование новой идентичности — «Поморье», как составной части политического проекта европейского сообщества «Евро-Арктический Баренцев регион». Дмитрий Семушин считает, что в случае ослабления России «Поморье» может выйти из состава страны:

Изначально вписанный в стратегию норвежского Баренцева региона поморский проект ориентировался на Запад не только как на абстрактную идею, но и как на вполне конкретного противника России в Арктическом регионе — Норвегию и стоящие за ней США. Сам по себе поморский проект во многом стал плодом отнюдь не бескорыстного воздействия этих стран. Противники России взращивают «поморов» идейно и организационно, подпитывают материально, полагая, что претворение в жизнь идеи особого поморского этноса, по максимуму, приведёт или к этническому расколу на Русском Севере под территориальное расчленение Российской Федерации, или, по минимуму, ослабит позиции России в контроле над её арктическими ресурсами.— Д. Л. Семушин
Обозреватели пишут, что аргументы Д. Л. Семушина выглядели бы гораздо более убедительно, если бы не: «Чрезмерная ярость и въедливость, с которой историк бросается на каждое движение поморов», что приводит к тому, что его статьи кажутся не исследовательскими, а публицистическими.
С норвежской стороны, деятельность Мосеева вызывает, в целом, поддержку. Bjarge Schwenke For в статье «Поморское братство?», опубликованной на сайте Норвежского Баренц-Секретариата, критикует российские власти за позицию, занятую в отношении поморского движения, и отмечает: 

Если в Норвегии Мосеев пользуется известностью и уважением, у себя на родине он стал фигурой маргинальной. Здесь к возглавляемому им этническому движению относятся с подозрением. В России сама идея поморов как этнической группы, как мы увидим, считается исключительно спорной..
Не отрицая сам факт поддержки норвежской стороной Мосеева и поморского движения, автор статьи рассматривает деятельность норвежской стороны исключительно как гуманитарную акцию вне всякой политики.

## Награды и звания
- В 2005 году Мосееву И. И. была вручена Первая премия международного конкурса фонда «Форд моторс компани» и символическая статуэтка «Мальтийский сокол»
- 2007 год — словарь «Поморьска говоря»: Первая премия общественности Архангельской области «Чаша раздумий» за лучшую книгу в номинации «культура»
- 2011 год — Серебряная медаль от муниципалитета Вардё (норв. Vardø, Норвегия, город-побратим Архангельска), за заслуги в организации ежегодного Поморского фестиваля в Вардё[2]
- В марте 2013 года Мосеев И. И. награждён Почетной грамотой общественных организаций историков коммуны г. Вардё за то что «в течение многих лет содействовал укреплению культурного и исторического сотрудничества между Россией и Норвегией на Севере».

## Публикации
Книги:
- И. И. Мосеев. Поморьска говоря. Краткий словарь поморского языка. — Архангельск: Изд. «Правда Севера»; М.: «Белые альвы», 2005. — 372 с. — ISBN 5-7619-0243-5 ISBN 5-85879-225-1 PDF
- И. И. Мосеев. Поморьски скаски — Pomoreventyr / ред. Тур Робертсен; худ. Олег Хромов. — Архангельск, 2010. — ISBM 978-5-85879-636-7

Некоторые статьи:
- И. И. Мосеев. И Нил Златоструйный впадает в Белое море. Сайт САФУ.
- И. И. Мосеев. О бьярмах, чуди и поморах // За права граждан. — 2012. — 28 февраля. — № 3 (32). — С. 7.

### НОЦ ПИКиМНС
- Структура института
- Претендующие на статус коренных малочисленных народов
- Поморы

### Интервью и выступления
- Иван Мосеев: Процесс против меня в духе 37-го года. Aргументы и факты — Архангельск. — 14 ноября 2012 года. Проверено 17 марта 2013. Проверено 23 апреля 2013: ссылка не работает.
- Иван Мосеев: «С поморами поступают, как колонизаторы с папуасами». Свободная пресса. — 31 мая 2012 года. Проверено 18 марта 2013.
- Мосеев попросил оправдать YouTube 28 февраля 2013 года. Проверено 25 марта 2013 года.

### Материалы о деятельности и преследовании со стороны властей
- Дарья Емельянова. Иван Мосеев: «ФСБ выносит приговоры, суд их только обосновывает». Бизнес-класс: Архангельск. 1 марта 2013. Проверено 18 марта 2013.
- Алексей Зайцев, Максим Солопов. Поморско-норвежский шпион. Газета.ru. 12 ноября 2012. Проверено 13 марта 2013.
- Леонид Сторч. Верховный Суд РФ о деле норвежского шпиёна Мосеева: «Шоу должно продолжаться!» (Хроники травли-3). Эхо Москвы. 6 февраля 2013. Проверено 18 марта 2013.
- Леонид Сторч. Дело Мосеева: в Россию возвращается 37-й год? Эхо Москвы. 12 ноября 2012. Проверено 18 марта 2013.
- Леонид Сторч. Помор Иван Мосеев: имитация правосудия, права и суда (Хроники травли-4). Эхо Москвы. 8 февраля 2013. Проверено 18 марта 2013.
- Леонид Сторч. Помор Иван Мосеев: презумпция виновности и прочий беспредел (Хроники травли-2). Эхо Москвы. 23 января 2013. Проверено 18 марта 2013.
- Леонид Сторч. Помор Иван Мосеев: Хроники травли-1. Эхо Москвы. 21 января 2013. Проверено 18 марта 2013.
- Леонид Сторч. Приговор помору Мосееву? Нет, гражданская казнь — и не только над ним (Хроники травли-5). Эхо Москвы. 4 марта 2013. Проверено 18 марта 2013.
- Леонид Сторч. Травля помора Мосеева продолжается. Эхо Москвы. 13 ноября 2012. Проверено 18 марта 2013.
- Эксперты не нашли в словах помора Ивана Мосеева призывов к экстремизму. Русская служба новостей. 11 февраля 2013. Проверено 18 марта 2013.

### Критические материалы о деятельности
- Семушин Д. Л. «Поморский вопрос» и Русская Арктика. — Москва: Издательский Дом «Регнум», 2013. — 256 с. — 300 экз. — ISBN 978-5-91887-024-2. PDF
- Семушин Д. Л. Поморье и поморы: структура одного исторического мифа // Арктика и Север. — 2012. — № 7. — С. 45-58.
- Семушин Д. Л. Поморское возрождение в России: реалии, исторические мифы и фальсификации // Русский Сборник. Т. XII. — М., 2012. — С. 464—498. PDF